# シュラクサイのアガトクレス
アガトクレス（古代ギリシア語: Ἀγαθοκλῆς / Agathokles または Agathocles、紀元前361年 - 紀元前289年）は、古代ギリシアのシュラクサイの僭主（紀元前317年 - 紀元前289年）で、シケリアの王（紀元前304年 - 紀元前289年）。名前は「良き栄光」（αγαθός (agathos) 良い + κλέος (kleos) 栄光）を意味する。

## 来歴
アガトクレスは、シケリア島のヒメラ（現在のテルミニ・イメレーゼ）に生まれた。紀元前343年にシュラクサイに移ってきた陶工の息子で、彼は父の仕事を学んだが、その後軍に入った。紀元前333年、著名な富裕市民で彼の後援者であったダマスの未亡人と結婚した。アガトクレスは、シュラクサイの寡頭政党の転覆を謀ったことで2度国から追放されている。紀元前317年には、当時制定されていた民主主義の憲法を守るという厳粛な誓いの下、傭兵の軍隊とともに帰還した。およそ1万の市民を追放あるいは殺し、シュラクサイの支配者となり、強力な陸軍と海軍をつくり、シケリア島の大部分を征服した。
続いてカルタゴとの戦争があった。紀元前311年に、アガトクレスは包囲され、ヒメラ川の戦いにおいて、シュラクサイで敗れた。紀元前310年に敗れた後、封鎖を打ち破ってアフリカの敵を攻撃する危険な手段に出た。アフリカで、彼はキレナイカの統治者、オフェラスと条約を結んだ。何度か勝利した後、彼はついに完全に敗れ（紀元前307年）、シケリア島に密かに逃れた。
紀元前306年にカルタゴと平和協定を結んでから、紀元前304年に、アガトクレスはシケリアの王と自称し、ギリシアの島々にまでわたる、以前よりも堅固な法律を創設した。カルタゴとの平和条約によってアガトクレスはシケリアのハリクス川（現在のプラータニ川）以東を統治下に置くことができた。年老いてからも、休むことなくエネルギーを発揮し、彼は死ぬまで、カルタゴに新たに攻撃を仕掛けることを考えていたと言われている。
アガトクレスは紀元前289年に没するが、自然死説と毒殺説がある。後継者には同名の息子アガトクレスを予定していたが、これに不満を持った孫のアルカガトス（en、アガトクレスの甥）がアガトクレスを暗殺した。その後アルカガトスも暗殺されたため、後継者がいなくなった。このため、一時的にシュラクサイに民主政が敷かれたが、選挙権が与えられなかった傭兵が反乱を起こした。その結果、傭兵はシュラクサイを退去するが（後にマメルティニと呼ばれ、第一次ポエニ戦争の原因を作った）、その後にヒケタスが権力を掌握して僭主の座についた。

## 参照
1. ↑  Diod. Exc. Hoesch. xxi. 16

Agathocles of Syracuse (Wikipedia 英語版)